# Mareuil-sur-Ourcq
Mareuil-sur-Ourcq je francouzská obec v departementu Oise v regionu Hauts-de-France. V roce 2011 zde žilo 1 587 obyvatel. Kolem obce prochází vodní kanál Canal de l'Ourcq.

## Sousední obce
Boullarre, Marolles, Montigny-l'Allier (Aisne), Neufchelles, Rouvres-en-Multien, Thury-en-Valois, La Villeneuve-sous-Thury

## Vývoj počtu obyvatel
Počet obyvatel 